# Увъю (правый приток Мезени)
Увъю (устар. Ув-Ю) — река в России, течёт по территории Удорского района Республики Коми. Правый приток реки Мезень.
Длина реки составляет 23 км.
Исток реки находится в болоте Ошканюр.

## Данные водного реестра
По данным государственного водного реестра России относится к Двинско-Печорскому бассейновому округу, водохозяйственный участок реки — Мезень от истока до водомерного поста у деревни Малонисогорская. Речной бассейн реки — Мезень.
Код объекта в государственном водном реестре — 03030000112103000043605.